# Auditorium Rai di Napoli
L'Auditorium Domenico Scarlatti è una struttura della Rai sita in via Marconi a Napoli, nel quartiere Fuorigrotta.

## Storia e caratteristiche
Fu costruito a cavallo tra il 1958 e il 1963 su progetto degli architetti Renato Avolio De Martino, Raffaele Contigiani e Mario De Renzi per dotare il Centro di Produzione partenopeo di una struttura di qualità in grado di accogliere concerti e trasmissione radiofoniche da destinare alla filodiffusione alla Radio e alla TV. Fu inaugurato il 31 marzo 1963 con un concerto dell'Orchestra da camera "Alessandro Scarlatti" di Napoli della RAI, diretta da Franco Caracciolo, con la partecipazione del pianista Arturo Benedetti Michelangeli.
Aveva una capienza all'origine di 1000 posti a sedere, su poltroncine reclinabili in velluto blu, in uno spazio di 800 m² completamente insonorizzato con elementi in legno dalla caratteristica conformazione, studiati per ottimizzare il rendimento acustico, che facevano di questo auditorium una struttura unica in Italia. Il palco di 400 m² era sormontato da un maestoso organo, il più grande organo laico d'Europa, costruito negli anni cinquanta dalla ditta Tamburini.
Nel 1965 ha ospitato la decima edizione dell'Eurovision Song Contest (allora chiamato, in lingua italiana, Gran Premio Eurovisione della Canzone) presentato da Renata Mauro e vinto dal Lussemburgo con la canzone Poupée de cire, poupée de son cantata da France Gall e scritta da Serge Gainsbourg.
Recentemente è stato effettuato un restauro della struttura dallo studio partenopeo Gnosis Architettura.

## La sede dell'Orchestra RAI

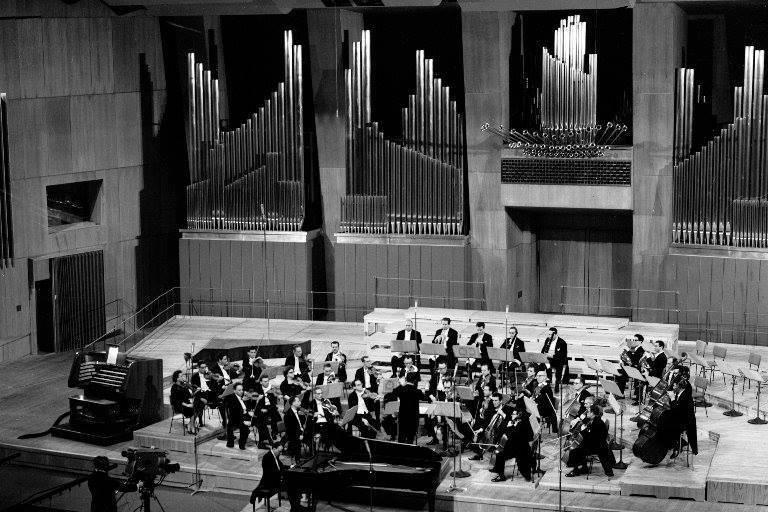
Auditorium RAI di Napoli, il palcoscenico e l'Organo Tamburini (concerto inaugurale con A.B.Michelangeli, trasmesso in diretta televisiva nazionale il 31 marzo 1963)

Dal 1963 sino al 31 dicembre 1992, l’Auditorium è stato sede dei concerti dell’Orchestra da camera "Alessandro Scarlatti" di Napoli della RAI, compagine poi confluita nell'Orchestra Sinfonica di Roma e Napoli della RAI, a sua volta chiusa il 30 giugno 1994 assieme alle rimanenti Orchestre RAI (Torino e Milano) con la susseguente creazione di un'unica Orchestra Sinfonica Nazionale della RAI (con sede a Torino).
Il concerto di inaugurazione dell’Auditorium si tenne il 31 marzo 1963, con diretta televisiva e radiofonica, alla presenza delle più alte cariche dello Stato, tra cui l’allora Presidente della Repubblica Antonio Segni e il Presidente della Camera dei Deputati Giovanni Leone. Il programma della serata comprendeva l’Ouverture La consacrazione della casa op.124 di Ludwig van Beethoven, il Concerto per organo e orchestra op.100 di Marco Enrico Bossi (solista Fernando Germani), l'Exultate Deo nella versione per coro e archi di Alessandro Scarlatti e il Concerto in si bemolle maggiore per pianoforte e orchestra K.450 di Wolfgang Amadeus Mozart (solista Arturo Benedetti Michelangeli) direttore Franco Caracciolo.
Nel corso delle Stagioni Sinfoniche Pubbliche della RAI, sul podio dell’Auditorium si sono alternati famosi Direttori d’orchestra ospiti, tra cui Claudio Abbado, Carlo Maria Giulini, Wolfgang Sawallisch, Sergiu Celibidache, Riccardo Muti e Georges Prêtre, oltre ai mirabili Direttori stabili quali Franco Caracciolo e Massimo Pradella, e solisti di fama tra cui David Fëdorovič Ojstrach, Wilhelm Kempff, Christian Ferras, Maurizio Pollini, Paul Tortelier, Aldo Ciccolini, Alexis Weissenberg e molti altri, che contribuirono a far sì che l’Auditorium di Napoli della RAI divenisse in breve tempo un importante centro culturale di livello internazionale.

## Utilizzo e declino
Non fu tralasciata la possibilità di effettuarvi riprese di programmi televisivi. Ciò che rese celebre l'auditorium fu infatti il programma televisivo Senza rete, ideato dal regista Enzo Trapani, che venne trasmesso da Napoli per quasi 10 anni. Tra i più grandi artisti della musica leggera italiana hanno cantato in questo auditorium accompagnati dall'orchestra di Pino Calvi: Mina, Dalida, Claudio Baglioni, Gianni Morandi, Iva Zanicchi, Ornella Vanoni, Patty Pravo, Le Orme, Mia Martini, Marcella Bella, Milva, Massimo Ranieri, Gilda Giuliani, Rino Gaetano, Caterina Caselli, Roberto Vecchioni, Sergio Endrigo e molti altri.
Nel 1977 l'Auditorium ospitò un programma musicale di 6 puntate diffuso da Rai 2 per la regia di Stefano De Stefani, dal titolo Auditorio A, che vide il debutto televisivo di Pino Daniele.
Negli anni novanta l'auditorium venne trasformato in uno studio televisivo, privandolo di tutti gli elementi insonorizzanti e nascondendo le canne dell'organo.

## Il rilancio
Nel 2005, grazie ai finanziamenti della regione Campania, si è resa possibile la ristrutturazione, che lo ha riportato allo splendore originale seppur modificandone l'acustica con l'utilizzo di materiali più moderni e pannelli acustici al soffitto; la capienza è stata ridotta a 600 posti e l'organo parzialmente ripristinato. Ancora oggi è predisposto per accogliere spettacoli televisivi e usualmente ospita i concerti della "Nuova Orchestra Scarlatti" (da non confondersi con l'Orchestra Alessandro Scarlatti della RAI di Napoli, sciolta nel 1992).
L'Auditorium recentemente è stato infatti utilizzato per raccontare Napoli. Lezioni di Storia da importanti studiosi e professori esperti sulla storia della città partenopea, e come scenografia per il Concerto dell'Epifania in diretta su Rai 1.
Sui canali Rai, negli ultimi anni, sono andate in onda diverse trasmissioni registrate all'Auditorium:
- Famiglia Salemme Show (Rai 1, 2006)
- Mettiamoci all'opera (Rai 1, 2009-2012)
- Ti lascio una canzone (Rai 1, 2010)
- 24mila voci (Rai 1, 2010-2011)
- Attenti a quei due - La sfida (Rai 1, 2011-2012)
- Ciak... si canta! (Rai 1, 2011)
- Me lo dicono tutti! (Rai 1, 2011-2012)
- Non sparate sul pianista (Rai 1, 2012)
- Italia Coast2Coast (Rai 2, 2012)
- Caro amico ti scrivo... (Rai 1, 2012)
- Emozioni...pensieri e parole (Rai 1, 2012)
- Penso che un sogno così (Rai 1, 2012)
- Per sempre Mia (Rai 1, 2012)
- Made in Sud (Rai 2, 2013-2017, 2019-2020)
- 2013: Un anno da paura (Rai 2, 2013)
- Stasera tutto è possibile - Stefano De Martino (Rai 2, 2015-2019, 2021-in corso)
- Andrea Bocelli - Il mio cinema (Rai 1, 2015)
- Fatti unici (Rai 2, 2015-2016; Rai Premium, 2017)
- Il nostro Totò (Rai 2, 2017)
- Scanzonissima (Rai 2, 2018)
- Made in... (Rai 2, 2019)
- Una storia da cantare (Rai 1, 2019-2020)
- Dalla strada al palco (Rai 2, 2023)
- Liberi tutti! (Rai 2, 2023)
- Mad in Italy (Rai 2, 2024)
- Audiscion (Rai 2, 2025)